# Galeria Rynek
Galeria Rynek – interdyscyplinarna galeria działa od 8 marca 2001 do 12 stycznia 2018 w Olsztynie.
Galeria prezentuje malarstwo, grafiką, rzeźbę, fotografie oraz sztukę nowych mediów. Placówka mieści się przy ulicy Stare Miasto 24/25 w Olsztynie, obok kina Awangarda.
Galeria otwarta była; wtorek-niedziela w godzinach 11:00-17:00.